# Міжнародна рада з охорони пам'яток та історичних місць

Логотип ІКОМОС

Міжнародна рада з охорони пам'яток та історичних місць (ІКОМОС, англ. ICOMOS — англ. International Council on Monuments and Sites) — міжнародна асоціація професіоналів, метою діяльності якої є збереження та захист культурної спадщини в усьому світі. Заснована 1965 року у Варшаві; базує свою діяльність на принципах, закріплених 1964 року Міжнародною хартією зі збереження та відродження пам'яток та історичних місць (Венеційська хартія).
Ідея, покладена в основу ІКОМОС, сформульована Афінською нарадою з питань відновлення історичних будівель (1931), зорганізованою Міжнародною музейною радою. Афінська хартія 1931 ввела поняття міжнаціональної спадщини.
У 1964 II Нарада архітекторів і спеціалістів з історичних будівель, відбулася у Венеції і узгодила 13 резолюцій. Перша створювала Міжнародну хартію зі збереження та відновлення пам'яток та історичних місць (відомішу як Венеційська хартія); друга, запропонована ЮНЕСКО, створила ІКОМОС для опікування цією хартією.
Нині ІКОМОС налічує 7500 членів. За рідкісними винятками, кожен член має бути компетентним у галузі збереження будівель і бути практиком у сфері архітектури, археології, інженерії, проектування, охорони культурної спадщини, археографії, історії.
Штаб-квартира організації міститься в Парижі.

## Персоналії

### Україна
- Бевз Микола — віце-президент Українського національного комітету ІКОМОС (УНК ІКОМОС) з грудня 2003 року